# 都村智史
都村 智史（つむら さとし、1964年6月15日 - ）は、日本の実業家。神奈川県出身。京王電鉄株式会社代表取締役社長 社長執行役員。

## 人物・経歴
神奈川県出身。1988年上智大学文学部卒業後、京王帝都電鉄（現・京王電鉄）株式会社に入社。2012年同社 総合企画本部沿線価値創造部長、2015年株式会社リビタ 代表取締役社長、2018年京王電鉄株式会社 取締役 経営統括本部グループ事業部長、2020年同社 執行役員 経営統括本部経営企画部長、2021年同社 取締役 常務執行役員（経営統括本部長、総務・危機管理部、法務・コンプライアンス部、広報部、人事部分担、財務・情報開示担当、コンプライアンス担当）を経て、2022年同社 代表取締役社長 社長執行役員に就任。